# Všivák (přítok Oravice)
Všivák je potok na horní Oravě, na území okresu Tvrdošín. Je to levostranný přítok Oravice a měří 2,1 km.
Pramení v Oravské kotlině na katastrálním území Trstené, v části Vrchpole, severozápadně od Brezovice, v nadmořské výšce přibližně 647 m n. m. Bez přítoků teče na západ téměř celou částí Trstená - Hrady v regulovaném korytě, v intravilánu města se stáčí na jihozápad. Nakonec se z levé strany vlévá v nadmořské výšce cca 597 m n. m. do Oravice, přibližně dvě stě metrů výše proti proudu než další z přítoků - Trsteník.